# Joachim Roering
Joachim Roering (* 28. Juni 1934 in Eberswalde)   ist ein deutscher Filmregisseur und Drehbuchautor.

## Leben
Der mehrfach für seine Arbeiten ausgezeichnete Joachim Roering begann seine Laufbahn Anfang der 1960er-Jahre. Ein erster Erfolg war die satirische Sendereihe Hallo Nachbarn, an der er als Regisseur und Autor beteiligt war. In den genannten Funktionen zeichnete er auch 1972 für die schwarzhumorige Serie Abramakabra mit Helga Feddersen, Uwe Dallmeier und Dieter Hallervorden verantwortlich. Umfangreich war seine Zusammenarbeit mit Jürgen von Manger, zu dessen Serien Roering die Drehbücher schrieb und teilweise Regie führte. Großen Erfolg hatte Roering 1983 mit der ZDF-Produktion Zwei Tote im Sender und Don Carlos im PoGl, einer Satire auf das öffentlich-rechtliche Fernsehen.
Daneben schrieb Roering, der auch unter dem Pseudonym Detlev Brewster arbeitete, Beiträge für Polit- und Wirtschaftsmagazine wie Panorama oder plusminus sowie für die Münchner Lach- und Schießgesellschaft und die Berliner Wühlmäuse. 2001 erschien Roerings Roman Reichels Konto, in dem seine Titelfigur, beginnend im Jahr 1936, eine Zeitreise durch Deutschland unternimmt.

## Filmografie (Auswahl)
(D = Drehbuch, R = Regie)
- 1961: Die italienische Reise von Johann Wolfgang von Göte (R)
- 1962: Bilder und Begebenheiten aus dem Leben des Genossen Satrapowicht (D, R)
- 1963–1966: Hallo Nachbarn (D, R, unbekannte Anzahl von Folgen)
- 1967: Lobby Doll und die Sitzstangenaffäre – Eine erdachte Rekonstruktion (D, R)
- 1970: Die Hand im Mund (D, R)
- 1970: Kinder, morgen wird’s was geben (D, R)
- 1970: Mensch bleiben, sagt Tegtmeier (R, zwei Folgen)
- 1972: Abramakabra (D, R)
- 1973: Wurm im Bau (R)
- 1973–1980: Tegtmeiers Reisen (D)
- 1977: Sore – Gestohlenes aus der Wirklichkeit (D, R)
- 1979: Drei Bürger zum Geburtstag (D, R)
- 1980: Gegendarstellung (Gegendarstellung des Architekten Winfried Klagewich) (D, R)
  - 1. Teil: Ohne Huhn und ohne Ei
  - 2. Teil: Alles nur Musik
- 1980: Reiseabrechnung (D, R)
- 1981–1983: Tegtmeier klärt auf (D, R)
- 1982: Wenn die Fernsehbilder plastisch werden – Ein dreidimensionales Experiment in zwei Teilen (D)
- 1983: Zwei Tote im Sender und Don Carlos im PoGl (D, R)
- 1983: Der Eimer und die Mona Lisa (R)
- 1983: Gestern bei Müllers (D)
- 1984: Turf (D, unbekannte Anzahl von Folgen)
- 1984–1985: Tegtmeier (D, R)
- 1985: Gretchens Faust (R)
- 1987: Das Wahlergebnis (R)
- 1987: Evelyn und die Männer (D)
- 1987: Harald und Eddi (R, 1. Staffel)
- 1988: Der Knick – Geschichte einer Wunderheilung (D, R)
- 1989: Umwege nach Venedig (R)
- 1990: Alles im Griff (D, R)
- 1990: Juhnkes Schauspielführer (D, R)
- 1992: Der Forstarzt (Fernsehserie, 6 Folgen)
- 1992: Neptun und Isolde (D, R)
- 1995: Halali oder Der Schuß ins Brötchen (D, R)
- 1998: Der kleine Dachschaden (D, R)
- 1999: OA jagt Oberärztin (D, R)

## Hörspiele
- 1964: Das Betriebsfest – Regie: Heiko Müller – NDR

## Veröffentlichungen
- 2001: Reichels Konto, Wichern-Verlag, Berlin, ISBN 978-3-88981-129-5

## Auszeichnungen
- 1968: Bambi für Lobby Doll und die Sitzstangenaffäre
- 1971: Ernst-Schneider-Preis für Affäre Weinberg
- 1980: Adolf-Grimme-Preis mit Bronze für Drei Bürger zum Geburtstag
- 1998: Goldener Gong für Der kleine Dachschaden